# Toeva
Toeva (Russisch: Республика Тыва, Respoeblika Tyva) is een autonome republiek binnen de Russische Federatie. Het dunbevolkte gebied ligt in het zuidwesten van Siberië ten noorden van Mongolië. Binnen de federatie heeft het gebied in het westen een grens met de autonome republiek Altaj, in het noorden met de autonome republiek Chakassië, kraj Krasnojarsk en oblast Irkoetsk en in het oosten met de autonome republiek Boerjatië.
De hoofdstad is Kyzyl. Deze stad ligt volgens sommigen precies op het geografisch middelpunt van Azië. Een ander gegeven waarvoor Toeva bekendstaat is dat er zowel rendieren als kamelen worden gefokt. Ook de traditionele boventoonzang heeft het land tot ver buiten zijn grenzen bekendgemaakt.

## Geschiedenis
Toeva is een al sinds lange tijd bewoond gebied (schattingen lopen uiteen van 30.000 - 120.000 jaar), dat lange tijd overheerst is geweest door andere volken. Van de 13e eeuw tot de 18e eeuw lag het onder het bestuur van de Mongolen, waarna het in 1757 werd veroverd door de Mantsjoe. Het gebied werd door hen hernoemd tot de provincie Tannu-Urangchai. Vanaf de 19e eeuw begonnen zich Russen in het gebied te vestigen. In het begin van de twintigste eeuw leidde de steeds grotere wordende Russische bevolking tot het inzetten op de onafhankelijkheid van het gebied, waarbij tsaar Nicolaas II in 1911 troepen naar gebied stuurde in verband met de toenemende aanvallen op de Russische bevolking. Deze onrustige periode werd veroorzaakt door de val van de Qing-dynastie. In 1912 splitsten zich daarop Tannoe-Toeva en Buiten-Mongolië zich van China af. Dit werd ook veroorzaakt door de onderdrukkingspolitiek die de Chinezen in de eeuwen hiervoor voerden. Twee jaar later, in 1914 werd Tannoe-Toeva tot protectoraat van Rusland verklaard.
In 1917 braken onlusten in het gebied uit tussen Mongolen, Toevanen, het Rode Leger en het Witte Leger, naar aanleiding van het machtsvacuüm dat er was ontstaan na de Russische Revolutie. In 1920 trok het Rode Leger het gebied binnen en in 1921 verkreeg het gebied onafhankelijkheid als de Volksrepubliek Toeva, waarschijnlijk mede onder invloed van de proclamatie van "het recht op zelfbeschikking" voor elk volk door Lenin. De ontstane staat was communistisch, maar verkreeg door de eerste president Kuular Donduk toch steeds meer een eigen karakter. Hij voerde het Lamaïsme in als staatsgodsdienst en probeerde van het land een theocratie te maken. Dit was echter niet wat de communistische leiders in Rusland in gedachten hadden en Donduuk werd vervangen door de pro-Russische communist Salchak Toka. Door Stalin werd de staat in 1944 toch weer geannexeerd.
Toeva werd een autonome oblast binnen de Russische Socialistische Federatieve Sovjetrepubliek. De leider van de voormalige volksrepubliek, Salchak Toka, de laatste president en de leider van de communisten werd de eerste secretaris van de Toevaanse Communistische Partij. Daarmee werd hij de facto leider van de oblast. Op 10 oktober 1961 kreeg deze republiek de status van autonome socialistische sovjetrepubliek. De communistische regering ging gepaard met grootschalige ongewilde collectivisatie en de onderdrukking van de Toevaanse cultuur en religies.
In 1990 kwam de Toevaanse Democratische Beweging op, onder leiding van Kaadyr-ool Bicheldei, een filoloog van de Universiteit van Kyzyl. Deze beweging beloofde banen en nieuwe huizen, die erg schaars waren in die tijd. Ook beloofde ze dat de positie van de Toevaanse cultuur en taal zou worden verbeterd. Het resultaat was een serie van aanvallen op de Russische minderheid in het gebied later dat jaar, waarbij 88 doden vielen en die ertoe leidden dat het Russische leger het gebied bezette. Een gevolg hiervan was dat veel Russen het gebied verlieten tijdens deze periode. Het Russische deel van de bevolking liep daarop terug van 70% tot ongeveer 30%, waarbij vooral de hoogst opgeleiden het gebied verlieten. Na het ontstaan van de Russische Federatie op 31 maart 1992 werd een nieuwe grondwet opgesteld voor Toeva op 22 oktober 1993. De officiële cyrillische spelling van Toeva werd veranderd van Тува naar Тыва. In de grondwet staat onder andere het recht op afscheiding van Rusland vermeld, indien de bevolking hiervoor kiest. De eerste president, Sjerig-ool Oorzjak, werd verkozen in 1992.
De volksrepubliek China en Taiwan hebben de Russische soevereiniteit over het gebied en Buiten-Mongolië tot op de dag van vandaag niet erkend en in sommige kaarten uit deze landen zijn deze gebieden bij het "Chinees grondgebied" gevoegd.

## Geografie
De republiek ligt aan de bovenloop van de rivier de Jenisej. Zowel de Grote als de Kleine Jenisej beginnen in dit gebied. Het gebied heeft ongeveer 6700 meren, waaronder veel gletsjermeren. Het gebied ligt in een bergmassief van gemiddeld 610 meter hoog en wordt omringd door het Westelijk Sajangebergte in het noorden en het Tannoe-Olagebergte in het zuiden, dat ook de grens met Mongolië vormt. Het gebied ligt op de kruising van de Siberische taiga en de Centraal-Aziatische woestijn en steppe. Reliëfmatig kan het gebied ingedeeld worden in twee gebieden: het oosten van het gebied, dat 80% uitmaakt, is bergachtig en bedekt met bossen; het westen, dat de overige 20% uitmaakt, bevat de drogere en lager liggende woestijn en steppes.

## Klimaat
Door zijn verre ligging van de zee kent Toeva een extreem landklimaat. De temperaturen variëren daardoor nogal. In de relatief korte zomer kan de temperatuur oplopen tot +35 °C, in de winter, die duurt van november tot april, daalt deze soms tot −45 °C.

## Bevolking
Het gebied wordt van oorsprong bewoond door boeddhistische Toevanen die Toevaans, een Turkse taal, spreken en sterk verwant zijn aan een ander volk; de Tofalari. De Toevanen vormen de meerderheid van de 305.000 inwoners; 70,02% van de bevolking (volkstelling 2002). De Russen maken 20,11% van de bevolking uit. Het percentage Russen daalt al jaren door migratie en lage geboortecijfers. Kleine minderheden zijn de Komi en de Chakassen. De bevolking is bezig te urbaniseren. Van 1989 tot 2002 is de geürbaniseerde bevolking toegenomen van 46,8 tot 51,7 procent. In geheel Rusland ligt dit percentage echter op ongeveer 75%. Het zijn vooral de Toevanen die naar de steden trekken, daar de meeste Russen al in de steden wonen.
De bevolking is overwegend Tibetaans-boeddhistisch. Dit geloof werd jarenlang onderdrukt, maar heeft na het ontstaan van het nieuwe Rusland een nieuwe impuls gekregen en het aantal aanhangers groeit. 60% van de samenleving in Toeva is boeddhistisch en circa 20% Russisch-orthodox.
De bevolking van Toeva is zeer arm. Meer dan 70% leeft onder de armoedegrens, waarmee het het armste gebied binnen Rusland is. Dit komt tot uiting in de voor Rusland lage gemiddelde sterfleeftijd: gemiddeld leven mannen 62,6 jaar en vrouwen 70,85. In Rusland liggen deze cijfers op respectievelijk 65,51 en 74,51 jaar gemiddeld.

## Cultuur
De Toevanen hebben een sterke folkloristische traditie. Ze zijn zeer goed in het maken van zilveren, bronzen, houten en stenen objecten. Het meest zijn ze echter bekend om het keelzingen, een vorm van zingen waarbij lage tonen worden voortgebracht en tegelijkertijd ook zeer hoge fluitende tonen, waardoor boventonen ontstaan en er dus meerdere aparte tonen (twee of drie) tegelijkertijd worden voortgebracht. Oorspronkelijk werd dit alleen door mannen gedaan, daar de animistische traditie zei dat vrouwen er onvruchtbaar van zouden worden. Tegenwoordig wordt het echter ook steeds meer door vrouwen beoefend.

## Economie
De economie buiten de stad is sterk gericht op de landbouw. De Toevanen fokken onder andere vee, paarden, schapen, geiten, rendieren en kamelen in de bergachtige steppen. In het noordoosten worden de huiden van deze dieren verhandeld. In het geïrrigeerde laagland wordt graan verbouwd.
De industrie is vooral in de steden en dan nog vooral in Kyzyl gelokaliseerd. De belangrijkste sectoren zijn de voedingsmiddelenindustrie, het looien van leer, de houtbewerking, de bouw en het verwerken van delfstoffen die in de buurt van de stad worden gedolven (goud, haliet, steenkool en asbest).
Het gemiddelde inkomen per hoofd van de bevolking per maand bedroeg (in 2004) 3350 roebel (ongeveer 90 euro) en het gemiddelde maandloon 5370 roebel (ongeveer 145 euro).

## Bestuurlijke indeling
Toeva bestaat uit twee steden en 17 gemeentelijke districten, in Toeva kozjuuns genoemd. Onder deze regio's vallen de selsovjets (in Toeva Sumons genoemd) en de stedelijke regio's.
Steden:
- Kyzyl (Кызыл)
- Ak-Dovoerak (Ак-Довурак)

Districten (kozjuuns):
- Baroen-Chemtsjik (Барун-Хемчикский)
- Baj Tajga (Бай-Тайгинский)
- Dzoen-Chemtsjik (Дзун-Хемчикский)
- Erzin (Эрзинский)
- Kaa-Chem (Каа-Хемский)
- Kyzyl (Кызыльский)
- Mongoen-Tajga (Монгун-Тайгинский)
- Oeloeg-Chem (Улуг-Хемский)
- Ovjoer (Овюрский)
- Pii-Chem (Пий-Хемский)
- Soet-Chol (Сут-Хольский)
- Tandy (Тандинский)
- Tere-Chol (Тере-Хольский)
- Tes-Chem (Тес-Хемский)
- Todzja (Тоджинский)
- Tsjaa-Chol (Чаа-Хольский)
- Tsjedi-Chol (Чеди-Хольский)

## Postzegels
Toeva is bekend om zijn postzegels, die tijdens de korte onafhankelijkheidsperiode werden uitgegeven. Deze worden zo bijzonder geacht om hun afwijkende vormen. Onder andere de beroemde natuurkundige Richard Feynman verzamelde deze.